# Sarah Walsh
Sarah Walsh (* 11. Januar 1983, in Camden, New South Wales) ist eine ehemalige australische Fußballnationalspielerin.

## Karriere
Walsh wurde in der ersten Runde der Women’s Professional Soccer League in die Mannschaft des Sky Blue FC berufen. Am 26. Juni 2009 wechselte Walsh zu Saint Louis Athletica.
Sie spielte für Australien bei den Olympischen Sommerspielen 2004, der Fußball-Asienmeisterschaft der Frauen und der Fußball-Weltmeisterschaft der Frauen 2007.
Am 30. August 2012 erklärte Walsh ihren Rücktritt aus der Nationalmannschaft. Ihr letztes Spiel war ein Freundschaftsspiel gegen die Vereinigten Staaten am 19. September 2012. Nachdem sie ein Tor erzielt hatte, endete ihre Karriere in der Nationalmannschaft mit der Auswechslung in der 54. Minute.
Im Oktober 2012 wurde bekanntgegeben, dass Walsh einen Vertrag bei den Western Sydney Wanderers FC unterzeichnet hat. Sie wurde von ihren Mitspielerinnen direkt zum Teamcaptain gewählt.

## Privates
Im Jahr 2012 wurde bekannt, dass sie seit drei Jahren mit der US-amerikanischen Fußballnationalspielerin Megan Rapinoe liiert war.